# Muñoz vale x 2
Muñoz vale x 2 es una telenovela colombiana producida en 2008 por Caracol Televisión. Protagonizada por Mauricio Vélez, Víctor Mallarino, María Cecilia Botero, Victoria Góngora y Sandra Reyes.

## Sinopsis
Roman Muñoz , escolta de profesión, tiene dos familias, dos esposas. Ninguna de ellas sabe que Roman tiene otra al mismo tiempo, pues él ha logrado mantener el secreto durante mucho tiempo.  Roman cuenta además con la complicidad de su jefe, Arturo Castellanos, quien también tiene dos mujeres al mismo tiempo, solo que en este caso se trata de la esposa y la amante. Román se encarga de que el secreto de su jefe no quede al descubierto, resultando en una relación de complicidad entre los dos, compartiendo el "doble secreto" el uno con el otro.

## Personajes
- Mauricio Vélez: Roman Muñoz
- Víctor Mallarino: Arturo Castellanos
- María Cecilia Botero: Victoria de Castellanos
- Sandra Reyes: Noelia
- Victoria Góngora: Amanda
- Carmenza Cossio : Luz Estela
- Helga Díaz: Carolina
- Andrés Parra: Pacheco
- Claudio Cataño: Calixto
- Natalia Reyes: Vanesa Muñoz
- Cristina Camargo:
- Lina Tejeiro: Glenda Muñoz
- Juan Sebastián Quintero: Benjamín
- Gabriel Ochoa: Enzo
- Humberto Arango: Arcadio (Papá de Noelia)
- Gerardo de Francisco : Ulises San Miguel
- César Escola: Ernesto Linares

## Premios

### Premios India Catalina
- Mejor actor protagónico de telenovela Mauricio Vélez